# Una serata a Hollywood
Una serata a Hollywood (Hollywood Steps Out) è un film del 1941 diretto da Tex Avery. È un cortometraggio d'animazione della serie Merrie Melodies, uscito negli Stati Uniti il 24 maggio 1941. Esso presenta caricature di oltre quaranta celebrità della Hollywood contemporanea.

## Trama
Svariate celebrità di Hollywood stanno cenando al famoso night club Ciro's. Bing Crosby presenta i due atti della serata. Il primo è una conga diretta da Leopold Stokowski, durante la quale Dorothy Lamour invita invano a ballare James Stewart. Il secondo atto è una danza della bolla eseguita da Sally Rand (chiamata "Strand") sulle note di "I'm Forever Blowing Bubbles". L'esibizione è particolarmente apprezzata dal pubblico maschile, finché Harpo Marx non fa scoppiare la bolla rivelando che, dietro di essa, Sally non è nuda ma indossa una botte. Durante la cena Clark Gable segue una ragazza, ma quando finalmente l'afferra per baciarla, "lei" si rivela essere Groucho Marx travestito.

## Distribuzione

### Tagli per la riedizione Blue Ribbon
In occasione della riedizione Blue Ribbon, distribuita il 2 ottobre 1948, furono tagliate alcune scene del cortometraggio per un totale di circa 52 secondi. Ad essere omesse furono le scene che coinvolgevano Carole Lombard ed Edna May Oliver (nel frattempo decedute prematuramente), una che vedeva Gary Cooper ballare con una piccola Shirley Temple (ormai diventata adulta all'epoca della riedizione) e il finale in cui Gable, dopo aver scoperto il travestimento di Marx, diceva "I'm a bad boy" ("Sono un bambino cattivo", celebre battuta di Lou Costello). Questa versione venne poi utilizzata per tutte le successive distribuzioni ufficiali.

### Edizione italiana
Il cortometraggio fu doppiato in italiano per la trasmissione televisiva nel 1999 dalla Time Out Cin.ca, sotto la direzione di Massimo Giuliani. Non essendo stata registrata una colonna internazionale, la musica presente durante i dialoghi fu sostituita.

### Edizioni home video

#### VHS
America del Nord
- The Golden Age of Looney Tunes Volume 9: Hooray for Hollywood (1992)
- Looney Tunes: The Collector's Edition - Tex-Book Looney (giugno 2000)

#### Laserdisc
- The Golden Age of Looney Tunes (11 dicembre 1991)

#### DVD e Blu-ray Disc
Il corto fu pubblicato in DVD in America del Nord nel quarto disco della raccolta Looney Tunes Golden Collection: Volume 2 (intitolato Looney Tunes All-Stars: On Stage and Screen) distribuita il 2 novembre 2004, dove è visibile anche con un commento audio di Greg Ford; il DVD fu pubblicato in Italia il 16 marzo 2005 nella collana Looney Tunes Collection, col titolo All Stars: Volume 3. In America del Nord fu inserito anche nel secondo disco della raccolta DVD Looney Tunes Spotlight Collection Volume 2, uscita il 2 novembre 2004. Fu poi incluso (nuovamente con il commento audio) nel secondo disco della raccolta Blu-ray Disc e DVD Looney Tunes Platinum Collection: Volume Two, uscita in America del Nord il 16 ottobre 2012. Infine fu inserito nel DVD Looney Tunes Parodies Collection, uscito in America del Nord il 4 febbraio 2020.

## Accoglienza
In una recensione contemporanea, The Film Daily scrisse che il film "interesserà e divertirà" e che le caricature erano "ben fatte". Nel 2010 il film fu selezionato per l'inclusione nel libro di Jerry Beck The 100 Greatest Looney Tunes Cartoons; in tale occasione il doppiatore Keith Scott scrisse che "nel 1941 il pubblico avrebbe accolto ogni caricatura con un riconoscimento immediato e risate di cuore" e lodò le imitazioni del doppiatore Kent Rogers.